# Győrsövényház
Győrsövényház è un comune di 802 abitanti situato nella contea di Győr-Moson-Sopron, nell'Ungheria nordoccidentale.